# Staroje Zacharowo (obwód wołogodzki)
Staroje Zacharowo (ros. Старое Захарово) – wieś w Rosji, w rejonie czerepowieckim obwodu wołogodzkiego. W 2010 r. liczyła 5 mieszkańców.